# 槇ヶ峯古墳
槇ヶ峯古墳（まきがみねこふん、槇ヶ峯1号墳）は、奈良県吉野郡大淀町新野（にの）にある古墳。形状は円墳。槇ヶ峯古墳群を構成する古墳の1つ。大淀町指定史跡に指定されている。

## 概要
奈良県南部、吉野地方の大淀町新野地区の小丘陵（槇ヶ峯、標高205メートル）頂部に築造された古墳である。丘陵上では本古墳含む5基の小古墳が分布し、槇ヶ峯古墳群として認知される。2013年度（平成25年度）に発掘調査が実施されている。
墳形は円形で、直径11メートル、推定高さ2.5メートル以上を測る。墳丘表面では葺石と見られる川原石が認められる。周溝等の存在は不明。埋葬施設は横穴式石室で、南西方向に開口し、内部には組合式石棺が据えられたと見られる。石室に石棚を付すなど、紀の川下流域に多い岩橋型石室の特徴を示す。出土品としては須恵器片等がある。
この槇ヶ峯古墳は、古墳時代後期の6世紀後半頃の築造と推定される。岩橋型石室としては紀の川最上流部に位置する点で重要視され、紀の川下流域の豪族の紀氏の影響が当地まで及ぶ様子を示唆する古墳になる。
古墳域は2007年（平成19年）に大淀町指定史跡に指定されている。なお、槇ヶ峯古墳群のうち本古墳以外の詳細は明らかでない。

## 遺跡歴

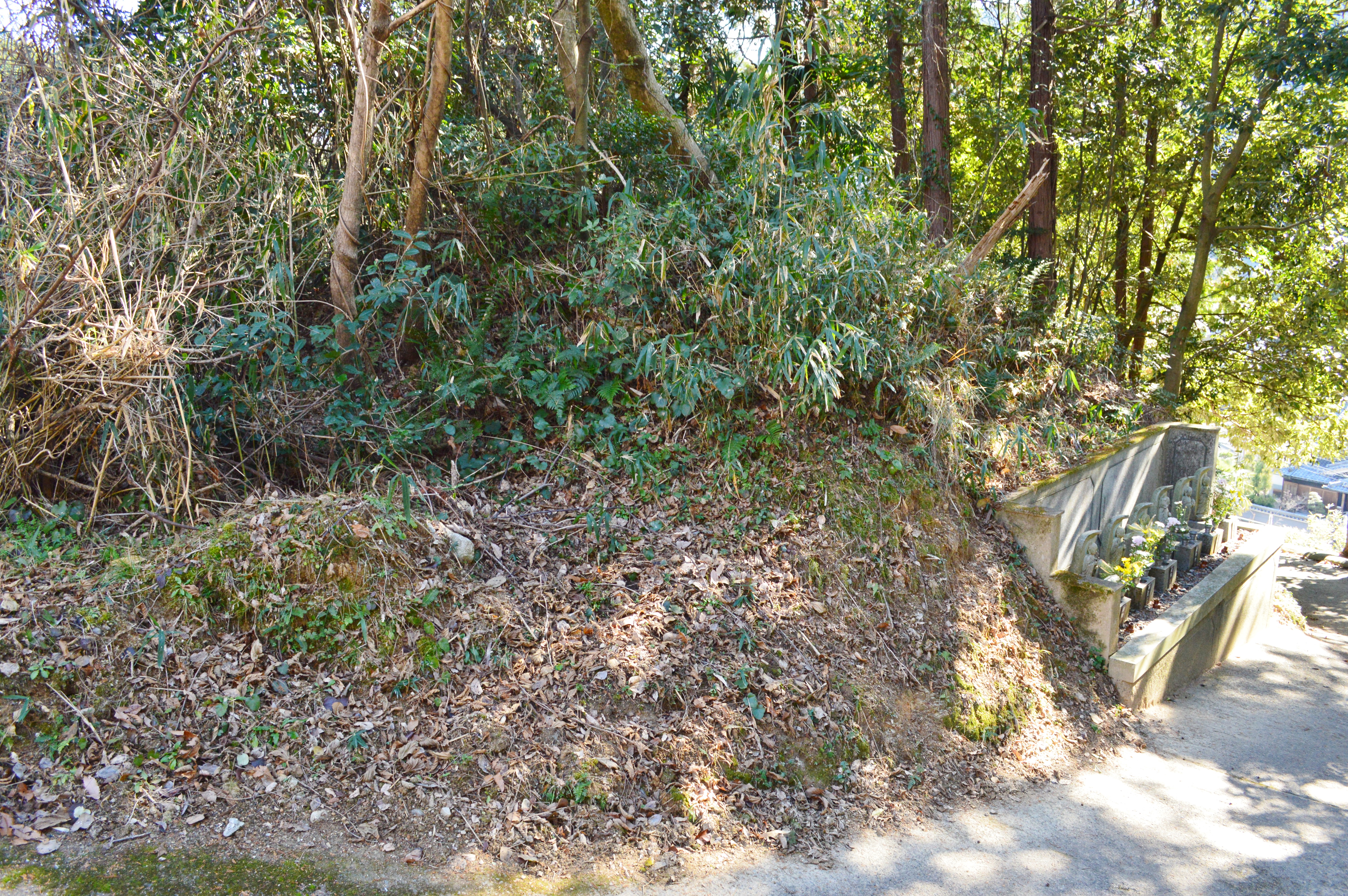
槇ヶ峯5号墳

- 大正年間（1912-1926年）、古墳として存在認知[1]。
- 1977年（昭和52年）、測量調査（奈良県立橿原考古学研究所）[1]。
- 2007年（平成19年）1月17日、大淀町指定史跡に指定[4]。
- 2009年度（平成21年度）、測量調査（大淀町教育委員会、2011年に報告書刊行）[5]。
- 2013年度（平成25年度）、保存活用事業に伴う発掘調査（大淀町教育委員会、2015年に報告書刊行）[1]。

- 槇ヶ峯5号墳

## 埋葬施設

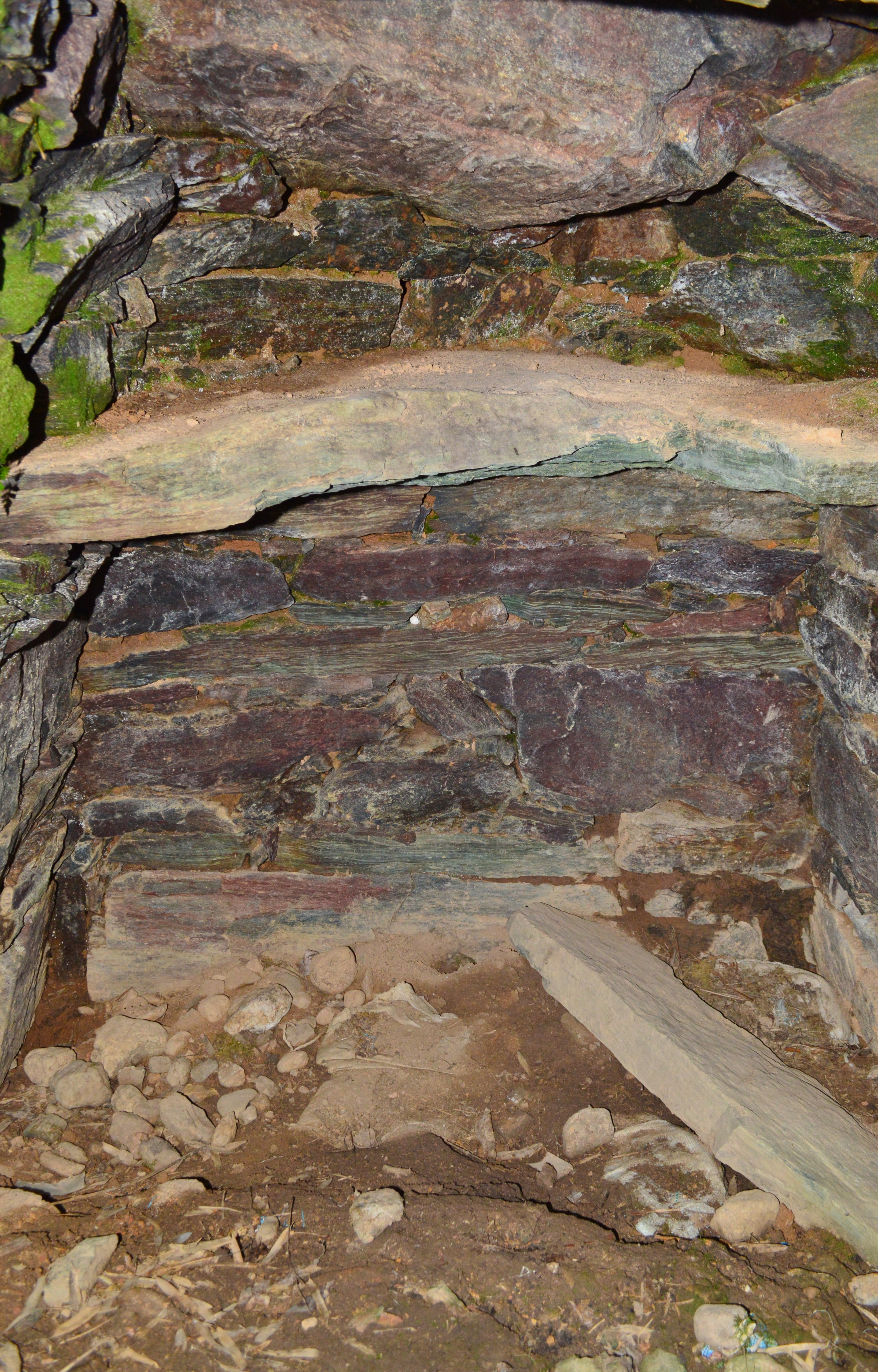
石室 玄室奥壁に石棚を有する。

埋葬施設は横穴式石室で、南西方に開口する。現在は破壊・土砂流入により玄室の一部・羨道部全体が埋没する。石室規模は次の通り（2009年度（平成21年度）調査結果）。
- 石室全長：7.5メートル以内
- 玄室：長さ2.2メートル以上、幅1.4-1.7メートル、高さ約1.6メートル（現状1.3メートル）
- 羨道：長さ3.3メートル以上（推定玄室前道部含む）

石室は小規模で、結晶片岩の小口積みにより構築される。玄室奥壁に石棚を付し、玄室前道部の存在も推定されるという、紀の川下流域の岩橋千塚古墳群（和歌山県和歌山市）などに見られる石室（岩橋型石室）の特徴を示す。奈良県内で石棚を付す石室は、本古墳のほか岡峯古墳（下市町）・三里古墳（平群町）の計3例のみになる。
石室内には石棺材1枚が残り、組合式石棺の存在が推定される（他の石棺材は散逸）。吉野地方の他古墳の傾向に従えば、石室主軸と平行する縦置きと見られる。

## 文化財

### 大淀町指定文化財
- 史跡
  - 槇ヶ峯古墳 - 2007年（平成19年）1月17日指定[4]。

## 関連文献
（記事執筆に使用していない関連文献）
- 奈良県立橿原考古学研究所編 編『平群・三里古墳 -付岡峯古墳・槙ヶ峯古墳-（奈良県史跡名勝天然記念物調査報告 第33冊）』奈良県教育委員会、1977年。